# Hemigrammus levis
Hemigrammus levis är en fiskart som beskrevs av Durbin, 1908. Hemigrammus levis ingår i släktet Hemigrammus och familjen Characidae. Inga underarter finns listade i Catalogue of Life.